# Катвару
Ка́твару (латыш. Katvaru ezers; Пе́питис, латыш. Pepītis; Ка́тварэзерс, латыш. Katvarezers; устар. Кадфер, Ваниш) — эвтрофное озеро в Катварской волости Лимбажского края Латвии. Относится к бассейну Гауи.
Располагается у южной оконечности Поциемской гряды на Лимбажской волнистой равнине Идумейской возвышенности. Озёрная котловина овальной формы. Акватория вытянута в меридиональном направлении на 1,5 км, шириной — до 0,7 км. Уровень уреза воды находится на высоте 91,7 м над уровнем моря. Площадь водной поверхности — 64,7 га. Наибольшая глубина — 2,8 м, средняя — 1,6 м. Дно ровное, илистое. Площадь водосборного бассейна — 2,25 км². Сток идёт из южной оконечности озера на восток в Браслу, правый приток Гауи.